# Bandeira de Mariana
A Bandeira de Mariana é um dos símbolos oficiais do município brasileiro supracitado, localizado no interior do estado de Minas Gerais. Constitui-se do brasão municipal posicionado ao centro de um retângulo com duas faixas verticais; verde e amarela.